# Ferula samariae
Ferula samariae là một loài thực vật có hoa trong họ Hoa tán. Loài này được Zohary & P.H.Davis mô tả khoa học đầu tiên năm 1947.